# Södervärns Vandtårn
Södervärns Vandtårn (svensk: Södervärnstornet) er et gammelt vandtårn i det centrale Malmø, beliggende i delområdet Möllevången i bydelen Södra Innerstaden. Tårnet stod færdigopført i 1916 og indgår stadig aktivt i Malmøs vandforsyning. Daværende stadsarkitekt Salomon Sörensen har tegnet Södervärns Vandtårn, som på den tid ansås for et af Malmøs arkitektoniske mesterværker med sin muskuløse udformning.
Södervärns Vandtårn er 54 meter højt og er en af Skånes højeste vandtårne. Kapaciteten er to millioner liter vand, og vandtårnet opførtes eftersom de ældre vandtårne i Kirseberg og i Pildammsparken ikke var tilstrækkelige.